# Ulrich Hoffmann (General)

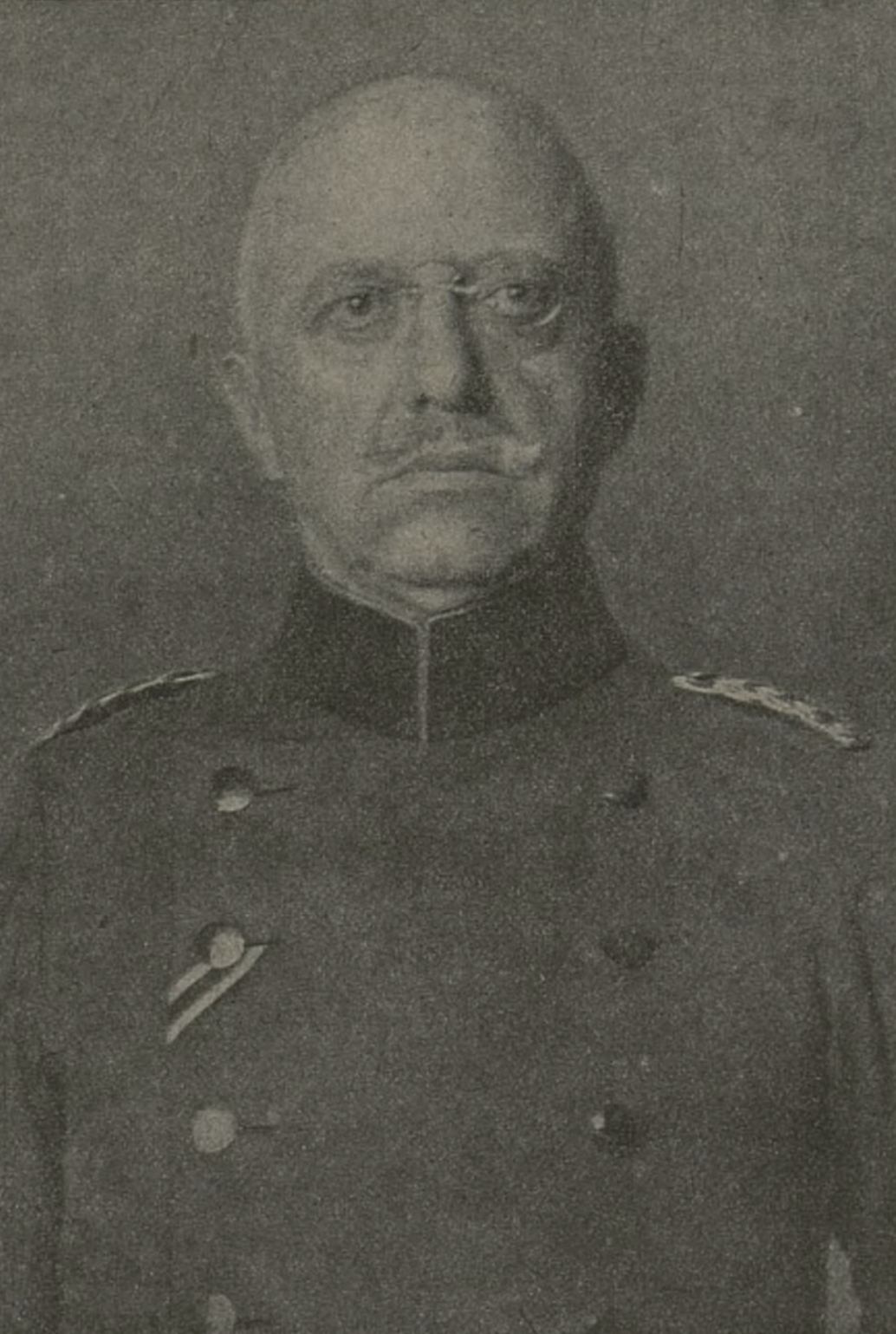
Ulrich Hoffmann (c. 1918)

Ulrich Hoffmann (* 14. Januar 1866 in Köslin; † 9. Oktober 1936 in Halle (Saale)) war ein preußischer Generalmajor.

## Leben
Ulrich Hoffmann war der Sohn des Regierungsassessors Ferdinand Hoffmann (1831–1908, Syndikus bei Fa. Krupp) und der Auguste Hesselbarth (1834–1911).
Am 1. April 1884 trat er als Fahnenjunker in das Magdeburgische Füsilier-Regiment Nr. 36 der Preußischen Armee in Halle ein und avancierte 1886 zum Leutnant. Im Jahre 1891 wurde er als Bezirksadjutant beim Bezirkskommando in Sangerhausen kommandiert. 1899 kehrte er zu seinem Regiment nach Halle zurück und wurde im Januar 1900 zum Hauptmann befördert. 1901 übernahm er die Stelle als Kompaniechef beim 5. Lothringischen Infanterie-Regiment Nr. 144 in Mörchingen.
1906 wurde er zur Pensionsabteilung des Versorgungs- und Justiz-Department im Kriegsministeriums in Berlin kommandiert und im November 1906 zum Major befördert. 1908 erfolgte innerhalb des Ministeriums die Versetzung ins Allgemeine Kriegsdepartment zur 1. Armee-Abteilung (A1). 1911 erhielt er den Roter Adlerorden vierter Klasse mit der Krone verliehen. 1912 war er für ein Jahr Bataillonskommandeur im 1. Nassauischen Infanterie-Regiment Nr. 87 in Mainz. Bis dahin war er auch mit dem Königlich Bayerischen Militärverdienstorden vierter Klasse mit Krone, dem Ritterkreuz erster Klasse des Königlich Sächsischen Albrechts-Orden und dem Ritterkreuz mit Löwen des Königlich Württembergischen Orden der Württemberger Krone ausgezeichnet worden. Danach erfolgte wieder seine Versetzung in das Zentraldepartment (ZD) des Kriegsministerium und blieb dort bis Ende 1916. Er wurde mit der Wahrnehmung der Geschäfte als Chef der 1. Ministerial-Abteilung (Z1) beauftragt. Im März 1913 erfolgte die Beförderung zum Oberstleutnant und er wurde Abteilungschef. Ab März 1915 war er zum Oberst befördert geschäftsführender Direktor des Zentraldepartments.
Während des Ersten Weltkriegs war Hoffmann als Nachfolger von Rudolf von Friederich ab Mai 1917 Kommandeur der 2. Reserve-Ersatz-Brigade. Im Oktober 1918 war Hoffmann, mittlerweile Generalmajor, bis zur Auflösung im Oktober 1919 Chef des Kriegsamtes. Es folgte eine Zeit als General z.b.V. beim Kriegsministerium und danach seine Ernennung zum Inspekteur der Infanterieschulen. Am 2. März 1920 erhielt er seinen Abschied und wechselt zum Heeresabwicklungshauptamt nach Berlin, wo er bis mindestens 1922 blieb.
1931 gab Hoffmann das Buch Das Königlich Preußische Füsilier-Regiment Generalfeldmarschall Graf Blumenthal Magdeburgisches Nr. 36 im Weltkriege 1914/1918 heraus (Winkler, Eisleben). Er war Mitglied der Reformierten Kirchenkonvents unter dem Vorsitz von Johannes Theodor Horn, welches von April 1934 bis 1936 bestand.
Am 5. Oktober 1893 heiratete er, im Rang eines Premierleutnants, in Halle Charlotte Elmire von Dunker (1872–1921), Tochter des preußischen Majors und Dr. phil. Alexander von Dunker (1838–1894) und Charlotte Jacob (* 1842). Mit ihr hatte er drei Töchter. Eine Tochter war eine der ersten deutschen Sportmedizinerinnen, Auguste Hoffmann. Die älteste Tochter Elmire „Elly“ Auguste Toni Marie (1894–1967) heiratete den späteren Stabsarzt Fritz Coler (1882–1915), wurde Dozentin und engagierte sich aktiv in der Frauenbewegung.